# فرنسيس جي. فين
فرنسيس جي. فين (بالإنجليزية: Francis J. Finn)‏ (4 أكتوبر 1859، سانت لويس في الولايات المتحدة - 2 نوفمبر 1928، سينسيناتي في الولايات المتحدة)؛ كاتِب مُتخصِّص في أدب الأطفال وروائي أمريكي.